# دهستان دالپری
دهستان دالپری، یکی از دهستان‌های بخش موسیان شهرستان دهلران در استان ایلام ایران است. مرکز این دهستان، روستای جلیزی بالا است.

## جمعیت
بر پایه سرشماری عمومی نفوس و مسکن در سال ۱۳۹۵، جمعیت دهستان دالپری برابر با ۱٬۶۹۹ نفر بوده‌است.